# Oktreotid
Oktreotid je učinkovina iz skupine analogov somatostatina, ki se uporablja med drugim pri zdravljenju akromegalije in gigantizma ter različnih vrst tumorjev v gastro-entero-pankreatičnem (GEP) endokrinem sistemu.

## Mehanizem delovanja
Oktreotid je sintetični oktapeptidni derivat naravnega somatostatina s podobnimi farmakološkimi učinki, a z znatno daljšim trajanjem delovanja. Zavira patološko povečano izločanje:
- rastnega hormona in IGF-1 (zato deluje pri zdravljenju akromegalije in gigantizma, ki sta običajno posledica hipofiznega adenoma),
- gastrina, VIP, glukagona, sekretina, serotonina in pankreatičnega polipeptida (mehanizem delovanja pri zdravljenju različnih tumorjev v gastro-entero-pankreatičnem (GEP) endokrinem sistemu.
- sproščanje tirotropina (TSH), ki ga sproži tirotropin sproščajoči hormon (TRH) (mehanizem delovanja pri zdravljenju hipofiznih adenomov, ki izločajo TSH)

## Klinična uporaba
Zdravilo oktreotid se uporablja pri zdravljenju različnih tumorjev in drugih bolezni:
- obvladovanje simptomov in zniževanje koncentracije rastnega hormona in inzulinu podobnega rastnega dejavnika 1 (IGF-1) v plazmi pri bolnikih z akromegalijo;
- lajšanje simptomov, povezanih s funkcionalnimi gastro-entero-pankreatičnimi (GEP) endokrinimi tumorji (npr. karcinoidni tumorji), s tem da zdravilo ne deluje protitumorsko in ne omogoča ozdravitve;
- preprečevanje zapletov po kirurškem posegu na trebušni slinavki;
- zaustavitev krvavitve in preprečevanje ponovne krvavitve iz varic v želodcu in požiralniku pri bolnikih s cirozo (v kombinaciji s specifičnim zdravljenjem, kot je endoskopska skleroterapija);
- zdravljenje hipofiznih adenomov, ki izločajo tirotropin (TSH)